# Schimm
Schimm is een ortsteil van de gemeente Lübow in de Duitse deelstaat Mecklenburg-Voor-Pommeren. De plaats ligt in het heuvelachtige gebied aan de Noordzee-Oostzee-waterscheiding. De gemeente Schimm waartoe ook de ortsteilen Maßlow en Tarzow behoorden, werd op 7 juni 2009 opgeheven.